# Yoshiyuki Sadamoto
Yoshiyuki Sadamoto (貞本 義行 Sadamoto Yoshiyuki?, Shūnan, Prefectura de Yamaguchi, 29 de enero de 1962), es un dibujante japonés de manga y uno de los fundadores del Estudio de animación GAINAX. Es especialmente conocido por ser el diseñador de personajes de la serie de anime Neon Genesis Evangelion, así como el autor de su adaptación al manga homónimo.

## Biografía
Nacido en la Prefectura de Yamaguchi, el 29 de enero de 1962, realizó los estudios de arte en la Universidad de Tokio. Posteriormente cofundó el estudio de animación GAINAX en 1984 junto a otros como Hideaki Anno, con quién trabaría una estrecha colaboración en distintos animes. 
Una vez en Gainax, pasó a trabajar como diseñador oficial en mangas y  animes como Neon Genesis Evangelion, Fushigi no Umi no Nadia, FLCL, Toki wo Kakeru Shōjo y Honneamise no Tsubasa entre otros. Sus técnicas han aportado a GAINAX, mejor importancia y distinción en el mundo artístico del manga. En Neon Genesis Evangelion ha trabajado tanto en su versión anime, como en su adaptación al manga. Respecto al diseño de personajes de la serie, como Rei Ayanami, Hideaki Anno le aconsejó sobre el perfil psicológico-emocional de estos a la hora de concebirlos y dibujarlos.
En 1998 realizó la portada del álbum Pilgrim del músico británico Eric Clapton.
En los últimos tiempos se ha visto implicado en la nueva obra de Rebuild of Evangelion, una tetralogía de películas de su compañero Hideaki Anno. Así pues, ha destacado recientemente como director de animación en la película Evangelion: 1.0 You Are (Not) Alone (2007) y también en la animación del Episodio 27 del anime Tengen Toppa Gurren Lagann.